# 吉沢文洋
吉沢 文洋（よしざわ ふみひろ、1991年10月24日 - ）は、元ラグビーユニオンの選手。2023-24シーズンまでジャパンラグビーリーグワン静岡ブルーレヴズに在籍した。

## プロフィール
- 長野県出身[1]。
- 現役時代のポジションはスクラムハーフ(SH)。
- 身長 172 cm、体重 76 kg
- ニックネームはフミ、フミくん、ヨッシー。
- 片桐康策（現・豊田自動織機シャトルズ愛知）とは幼稚園から大学まで同じ学校だった[2]

## 略歴
ラグビーを始めたきっかけは父と友達に勧められたことから。上郷ラグビースクールに入団した。
2010年、飯田高校卒業後、筑波大学に入る。
2015年、筑波大学卒業後、ヤマハ発動機ジュビロ(現・静岡ブルーレヴズ)に加入。同年11月21日に行われたジャパンラグビートップリーグ第2節の豊田自動織機シャトルズ戦に途中出場で公式戦初出場を果たす。
2024年5月13日、引退を発表。